# Joseph Durocher
Pour les articles homonymes, voir Durocher.
Joseph Durocher, né Joseph Marie-Élisabeth Durocher à Rennes le 31 mai 1817, et décédé dans cette même ville le 3 décembre 1860, est un géologue français, ingénieur en chef des Ponts-et-Chaussées, universitaire, explorateur et correspondant de l'Académie des Sciences. 

## Biographie
Initié très tôt aux sciences, son père étant secrétaire de l'ingénieur en chef des Ponts-et-chaussées François Luczot de La Thébaudais, dont la passion était la minéralogie, Joseph Durocher fait ses études au collège royal de Rennes, puis le 4 novembre 1835 intègre l'École Polytechnique (promotion 1835), les Ponts et chaussées en 1837 et l'École des Mines à Paris en 1838.   
Nommé élève de 1re classe le 29 janvier 1839, mis hors de concours le 26 mai 1840, il obtient un diplôme d'ingénieur géologue, puis un doctorat ès sciences physiques soutenant deux thèses à Paris en 1841: la première en chimie pour les Recherches sur les roches et les minéraux des îles Feroë ; la seconde en physique sur Sept propositions de physique. Carilian-Goeury et V. Dalmont, Paris, 1841. 
Il est nommé ingénieur le 10 mai 1841. 

### Expéditions de Gaimard en Scandinavie sur la corvetteLa Recherche
Il commence sa carrière comme Ingénieur des mines en qualité d'attaché à la commission scientifique du Nord. À ce titre, il participe à bord de la corvette La recherche à cette expédition en Scandinavie, connue sous le nom de Voyages de la commission scientifique du Nord, en Scandinavie, en Laponie, au Spitsberg et aux Féroé, pendant les années 1838, 1839, 1840, dirigée par le médecin de marine et naturaliste Joseph Paul Gaimard, dont la mission était principalement d'ordre scientifique
Durocher visite les territoires proches du pôle Nord (Laponie, Finlande, Russie...) et parcourt alors le Nord de l'Europe pour étudier les dépôts métallifères : il publie en 1842 Phénomène diluvien dans le nord de l'Europe, et en 1843 dans les Voyages de la commission scientifique du nord de la Scandinavie. Cependant, lorsqu'en 1843, sont publiées ses théories sur l'érosion intense qu'il a constatée, celles-ci sont mises en doute ; aussi repart-il à nouveau en Scandinavie durant les années 1845-1846, et plus tard, il révise sa position dans son Étude sur les glaciers du Nord et du centre de l'Europe publiée en 1847.
Poursuivant d'importantes recherches sur la genèse des minéraux et des roches, il est l'un des premiers scientifiques à comprendre l'opportunité de mener de front l'étude géologique et l'examen agronomique du sol. 
Il organise des recherches sur les rapports entre la nature minérale des terrains et leur production végétale, et contribue à des articles sur la géologie, la minéralogie, la métallurgie et la chimie, notamment dans l'ouvrage de Joseph Paul Gaimard Voyages de la commission scientifique du Nord de la Scandinavie, en Laponie, au Spitlberg et aux Féroé, pendant les années 1838-1840.

### Premier professeur titulaire de la chaire de géologie et minéralogie de l'Université de Rennes
De retour en Bretagne en 1840 après son premier voyage en Scandinavie, il étudie les schistes visibles du côté de Mûr-de-Bretagne, ce qui l'amène à considérer les formations rocheuses comme des réactions chimiques. Envoyé un moment en résidence dans l'Ariège, en 1840, comme Ingénieur de seconde classe, dans les mines de Vicdessos, en Ariège, il en profite pour étudier les Pyrénées. En 1841, il est nommé ingénieur des mines à Rennes, et à la fin de l'année, il est appelé à Rennes toujours, en qualité de chargé de cours en géologie et minéralogie en remplacement  de Jean-Baptiste Payer, qui n'avait pu enseigner à Rennes faute de locaux disponible. L'année suivante en 1842, Joseph Durocher est nommé professeur adjoint dans la chaire de géologie et de minéralogie, à la faculté des Sciences de Rennes, puis en 1847, Durocher devient professeur.
En 1854, Joseph Durocher reçoit sa nomination de professeur de géologie et minéralogie à l'université de Rennes, et devient le premier professeur titulaire de la chaire de géologie : poste qu'il conserve jusqu'à son décès ; l'année d'avant en 1853, Il avait refusé le poste de doyen qui lui avait été proposé. 
Sous son impulsion, le patrimoine géologique universitaire rennais s’enrichit : Joseph Durocher, pour assurer son enseignement, reçoit en 1841 une série d’échantillons de la part du muséum de Paris, et achète un premier fonds minéralogique ainsi que des instruments et ustensiles ; il constitue, entre autres, une collection de roches granitiques, fruit de ses études dans les pays scandinaves.
Durocher s'intéresse alors à la production artificielle de minéraux, au métamorphisme des roches, et, dans la lignée de ses études sur les schistes, à la genèse des roches igneuses. En 1857, il publie Essai de pétrologie comparée, dans lequel il développe la théorie de création des roches igneuses et pétrolifères, issus de deux types de magmas présents sous la croûte terrestre, un magma acide et un magma basique.
Au décès de Durocher, c'est Alexandre Vézian qui assure la suppléance en attendant le nomination de François Massieu en 1861. C'est ce dernier qui, comme successeur de Durocher, publie en 1866, la carte géologique du département d'Ille-et-Vilaine au 1/160 000, utilisant les documents recueillis par Théodore Lorieux et Durocher.

### Travaux scientifiques

#### Étude de la répartition de l'argent dans les substances naturelles
Durocher commence en 1844, avec la collaboration du chimiste d'origine italienne Faustino Malaguti, une longue série de recherches sur la répartition de l'argent dans les substances naturelles. Bien avant qu'elles fussent achevées, il obtenait en 1845 l'autorisation d'entreprendre un second voyage, consacré, cette fois, aux parties méridionales et centrales de la Scandinavie. Cette expédition modifia l'idée qu'il s'était antérieurement formée du phénomène erratique. Il y avait d'abord reconnu deux choses distinctes : un terrain de transport largement étalé, dont il attribuait la dissémination aux glaces flottantes ; et un système, plus ancien, de sillons et de stries, où il voyait le résultat de l'érosion des contrées septentrionales par de violents courants d'eau issus des régions polaires. Plus tard, la complexité des directions observées dans les rayures l'empêcha de maintenir cette dernière explication, et il dut se borner à constater combien il était difficile, dans l'état actuel de la science, de démêler la nature de ce qu'il appelait l’agent sulcateur.
Aujourd'hui, les géologues sont d'accord pour rapporter les stries, aussi bien que le dépôt erratique, à l'action d'immenses lobes glaciaires. Bien que Durocher, suivant en cela l'exemple de la plupart de ses contemporains, se soit toujours montré plutôt hostile que favorable à cette hypothèse, le mérite de ses nombreuses observations n'en demeure pas moins considérable, et l'Étude sur les glaciers du nord et du centre de l'Europe, publiée en 1847 (Annales des Mines, 4e série, t.XII), passe pour un travail magistral.

#### Étude de la genèse des minéraux et des roches
L'importance de ces publications est néanmoins dépassée par celle des recherches que Durocher a consacré à la genèse des minéraux et des roches. En 1852, il met sous les yeux de l'Académie un grand nombre de minéraux artificiels, qu'il avait obtenus en partant de cette considération développée par lui en 1849, que la formation des minerais réclame le concours de deux sortes d'émanations, l'une motrice, contenant des métaux, l'autre fixatrice, renfermant un radical qui fixe le métal.
Cinq ans après, il publia un grand travail sur la composition et la genèse des roches ignées. Ce sujet l'occupait d'ailleurs depuis 1847, époque où il avait fait voir que le granite dérivait d'un magma originel semblable à celui qui avait fourni les pétrosilex. Il en déduisait l'existence, dans chaque groupe de roches massives, des trois types : granitoïde, porphyrique et compact ; chacun pouvant se produire selon les circonstances de la consolidation. Enfin, remarquant la fréquence des passages graduels entre deux roches de nature très différente, il concluait à des variations dans la composition élémentaire des diverses parties des magmas sous-jacents à l'écorce.

#### Controverse au sujet du granite
La question du granite met plus d'une fois Durocher aux prises avec Theodor Scherer, célèbre professeur de Freiberg. Si les progrès de la science, en éclairant peu à peu ce problème demeuré si difficile, ont, sur certains points de détail, donné raison au savant français, il faut reconnaître que la thèse adverse, celle qui attribue à l'eau sous forte pression un grand rôle dans la formation de la roche, a fini par conquérir une adhésion à peu près unanime. Même on peut s'étonner que Durocher ait fait sienne la théorie de l'origine purement pyrogène du granite ; car il a eu justement le mérite d'amoindrir le rôle du feu dans la production du métamorphisme. Jusqu'à lui, ce phénomène avait été communément attribué à une incandescence ou à une demi-fusion des terrains stratifiés au contact des roches ignées. Cependant, Durocher a fait voir en 1846 que, dans une foule de cas, les modifications avaient dû se produire à des températures médiocrement élevées, et qu'elles attestaient un lent travail moléculaire, où la chaleur n'avait agi que comme cause préparatoire, facilitant le jeu des affinités chimiques.

### Dernière expédition visant à étudier le percement d'un canal interocéanique au Nicaragua
Tant de travaux savants et parfois même originaux, valurent à Durocher, en 1857, une nomination de correspondant de l'Académie des Sciences. En 1858, il reçut le grade d'ingénieur en chef.
À ce titre, l'année suivante en 1859, il dirige une expédition d'étude visant à étudier le percement d'un canal interocéanique au Nicaragua reliant la baie de Salinas au fleuve San Juan par le lac Nicaragua, déterminant ainsi les altitudes du lac et des océans, la nature des roches. Il remplit au Nicaragua une mission où il trouva l'occasion, non seulement de préserver les capitaux européens du péril de s'engager dans une entreprise jugée ruineuse, mais encore de donner à l'Académie une série d'intéressantes communications relatives à l'Amérique.
De retour de cette expédition, la mort, qui surprit Durocher le 2 décembre 1860, ne lui permet pas d'achever son œuvre, « interrompant du même coup, au grand détriment de la Science géologique, les études où le savant ingénieur avait déjà déployé tant de pénétration et de sagacité ». Il décède à Rennes, sans avoir publié les notes de son dernier voyage, et est inhumé au cimetière du Nord.  
Son ami universitaire rennais Faustino Malaguti, avec qui il collabore régulièrement pour ses recherches, prononce à la rentrée des facultés de Rennes de 1861, son Éloge du professeur Durocher.

## Apports scientifiques à la géologie

### Une nouvelle approche de l'étude de la géologie
Durocher est un des premiers qui aient compris l'opportunité de mener de front l'étude géologique et l'examen agronomique du sol. On lui doit des recherches approfondies sur les rapports qui unissent la nature minérale des terrains et leur production végétale, ainsi qu'une application de ces résultats à la classification des terres de la Bretagne ; c'est lui aussi qui a découvert presque tous les gisements de sablon calcaire d'Ille-et-Vilaine. 
Par ses articles dans des domaines variés qui à son époque étaient très distincts, il contribue à rapprocher des matières tels que sur la géologie, la minéralogie, la métallurgie et la chimie, notamment dans l'ouvrage de Joseph Paul Gaimard Voyages de la commission scientifique du Nord de la Scandinavie, en Laponie, au Spitzberg et aux Féroé, pendant les années 1838-1840. Deux mois après son retour, il présentait à l'Académie des Sciences un important mémoire Sur le Phénomène diluvien dans le nord de l'Europe. Ce travail fit, en 1842, l'objet d'un rapport très favorable, rédigé par Léonce Élie de Beaumont. 
À ces travaux s'ajoutent de nombreuses observations, entreprises en commun avec Faustino Malaguti, sur les températures de la terre végétale et les propriétés thermiques des sols. Le tout devait se résumer dans une Carte agronomique qui eût été un véritable modèle.

### Parmi les premiers à utiliser le mot magma dans son sens moderne
Considéré comme le premier géochimiste et expérimentaliste français des granites, Gabriel Gohau estime en 1998, que Joseph Durocher est l'un des premiers à utiliser le mot magma en 1845 dans son sens moderne,.
Les dictionnaires de la langue, de P. Robert au Trésor, donnent pour premier usage du mot le Mémoire de Fouqué et Michel-Lévy sur les Roches éruptives françaises, de 1879. Littré ne parle que du sens en pharmacie (1694) et en chimie (1773) : le magma est un résidu solide pâteux ou visqueux ou une masse épaisse, confuse. 
Durocher use largement du terme dans un Essai de pétrologie comparée présenté en 1857 où il attribue toutes les roches ignées à deux magmas qui coexistent sous la croûte solide : magma supérieur, acide et pâteux produisant granite, trachyte et andésite ; magma inférieur basique et fluide formant, basalte, dolérite et mélaphyre. Il note in fine que Robert Wilhelm Bunsen a présenté, avant lui, une théorie semblable, mais qu'il ignorait quand il a rédigé son article (celui de Bunsen paraît, en français, dans les Annales de chimie en 1853). Mais si la question de la priorité se pose pour la théorie des deux magmas, elle ne concerne pas le mot, qu'on ne trouve pas chez l'auteur allemand.
Or Durocher parle de magma dès 1845 pour désigner la « masse homogène composée de silice, alumine » qui cristallise en granite, et qu'il reprend à plusieurs reprises les années suivantes. Il l'entend donc dans le sens moderne. Il n'est pas le premier. Fournet parle, en 1844, du remplissage des filons par des magmas fondus et des substances cristallisables d'un magma. Et l'on retrouve même le terme dès 1838 dans un article des Annales de Chimie. Fournet indique que les formules du pétrosilex « font reconnaître immédiatement un grand excès de silice intimement disséminée dans un magma... ». Rien n'exclut un usage encore antérieur du même auteur. Toutefois, le professeur Serge Tomkeieff confirme partiellement cela et cite Fournet, pour 1844, ainsi que Durocher en 1845. 
Plus en amont, les contemporains de ces auteurs utilisant le mot dans le sens des chimistes, sous forme métaphorique, pour désigner des amas confus. Tomkeieff cite Dolomieu, 1794. F. Ellenberger a une autre occurrence du même auteur : un cristal de nitre « formé dans le magma épais d'une eau-mère » diffère de celui « de troisième cuite », comme « un cristal de feldspath rouge opaque inclus dans le magma qui a formé une roche granitique » se distingue de celui qui cristallise dans une géode. Le magma est un mélange. Il en va de même pour les amas de calcaire lacustre que Prévost désigne « quelquefois sous le nom de magma » ou pour le magma incrusté de Sézanne évoqué par de Wegmann en 1842.

## Hommages et postérité

### Hommage de la faculté des sciences et de l'Université de Rennes
- À la rentrée des Facultés des Sciences de Rennes, son collègue Faustino Malaguti prononce le 21 novembre 1861 l'Éloge du professeur Durocher ;
- En 1943, Mademoiselle Troalen lui consacre une thèse de Diplôme d'études supérieures : J. Durocher, sa vie, son œuvre, thèse soutenue le 13 février 1943, à l'Institut de géologie de l'Université de Rennes [13] ;

### Hommage de la ville de Rennes
- Une voie se situant dans le quartier Thabor - Saint-Hélier - Alphonse Guérin entre l'avenue Sergent Maginot au nord et la rue Alphonse Guérin au sud, fut dénommée rue Joseph Durocher, par délibération du conseil municipal de Rennes, le 19 avril 1902 ;
- Interview de Philippe Boulvais, géologue à l'université de Rennes I Joseph Marie Durocher, le géologue au nom prédestiné[14] sur le site de l'Espace des sciences de Rennes Métropole.

### En Norvège, le Durochertoppen
- Le Durochertoppen est une montagne du Wedel Jarlsberg Land au Spitzberg, dans l'archipel norvégien Svalbard de l'océan Arctique. Elle culmine à 782 m.a.s.l. et est localisée dans le Martinfjella située entre les glaciers Antoniabreen (no) et Recherchebreen[15].

## Publications
- Études sur le métamorphisme des roches, Impr. de Bourgogne et Martinet, (s. d.), Paris
- Mémoire sur quelques faits pour servir à l'histoire des phénomènes erratiques de la Scandinavie, Impr. de Bourgogne et Martinet, (s. d.), Paris
- Publication dans l'ouvrage de Joseph Paul Gaimard Voyages de la commission scientifique du Nord de la Scandinavie, en Laponie, au Spitlberg et aux Féroé, pendant les années 1838-1840 : il paraîtra plusieurs éditions augmentées de cet ouvrage ;
- 1840 : Observations sur le Diluvium scandinave, faites pendant un voyage dans le Nord de l'Europe. Extraits dans Annales de Chimie et de physiques, sous la direction de Gay-Lussac, Arago, Chevreul, Savary, Dumas, Pelouze, Boussingault et Regnault, Tome LXXV, Fontin, Masson et Cie, Libraires, Paris
- 1841 : Thèse portant sur les roches et les minéraux des îles Féroé ;
- 1842 : Sur le phénomène diluvien dans le nord de l'Europe ;
- 1843 : Mémoire sur la limite des neiges perpétuelles, sur les glaciers du Spitzberg comparés à ceux des Alpes, sur les phénomènes diluviens, et les théories où on les suppose produits par des glaciers ;
- 1843 : Nouveaux articles dans une réédition augmentée des Voyages de la commission scientifique du Nord de la Scandinavie ;
- 1847 : Étude sur les glaciers du nord et du centre de l'Europe. Annales des mines, 4e série, Tome XII ;
- 1853 : De l’origine des eaux sulfureuses pyrénéennes, dans le Bulletin de la Société géologique de France (série 2, v. 10, p. 424-430)[16] ;
- 1857 : Essai de pétrologie comparée ;
- 1857 : Composition et genèse des roches ignées. Annales des mines, 5e série, Tome XI ;
- 1860 : Compte-rendu de son dernier voyage au Nicaragua : resté sous forme de notes, non publié.

### Œuvres numérisées par Gallica
- Œuvres de Joseph Durocher numérisées par Gallica